# Nuevo León-Coahuila
Nuevo León-Coahuila (Spaans: Nuevo-León y Coahuila) was een deelstaat van Mexico, gevormd door een unie van de staten Coahuila en Nuevo León. De staat bestond van 1856 tot 1864.
Zowel Coahuila en Nuevo León had, samen met buurstaat Tamaulipas, in 1840 al een weinig succesvolle poging gedaan om zich als de Republiek van de Rio Grande af te scheiden van Mexico. Nuevo León-Coahuila werd in 1856 opgericht door de unilaterale annexatie van Coahuila door Nuevo León door gouverneur Santiago Vidaurri. Na een referendum werd de annexatie bekrachtigd, en in de Mexicaanse Grondwet van 1857 officieel vastgelegd. Tijdens de Hervormingsoorlog scheidde Vidaurri zijn staat af van Mexico, maar werd eind 1858 verdreven door het liberale leger en zocht zijn toevlucht tot de Verenigde Staten. Aldaar smeedde hij plannen om de deelstaat samen met Tamaulipas en Texas om te vormen tot een onafhankelijke Republiek van de Sierra Madre. Vidaurri, die in 1860 was teruggekeerd als gouverneur, stond tijdens de Amerikaanse Burgeroorlog dan ook aan de zijde van de Geconfedereerde Staten van Amerika en koos tijdens de Franse Interventie in Mexico de zijde van de Fransen. In 1864 werd Monterrey ingenomen door de liberale troepen, die er hun tijdelijke hoofdstad vestigden en beide deelstaten van elkaar scheidden.